# ФГУП «Германий»

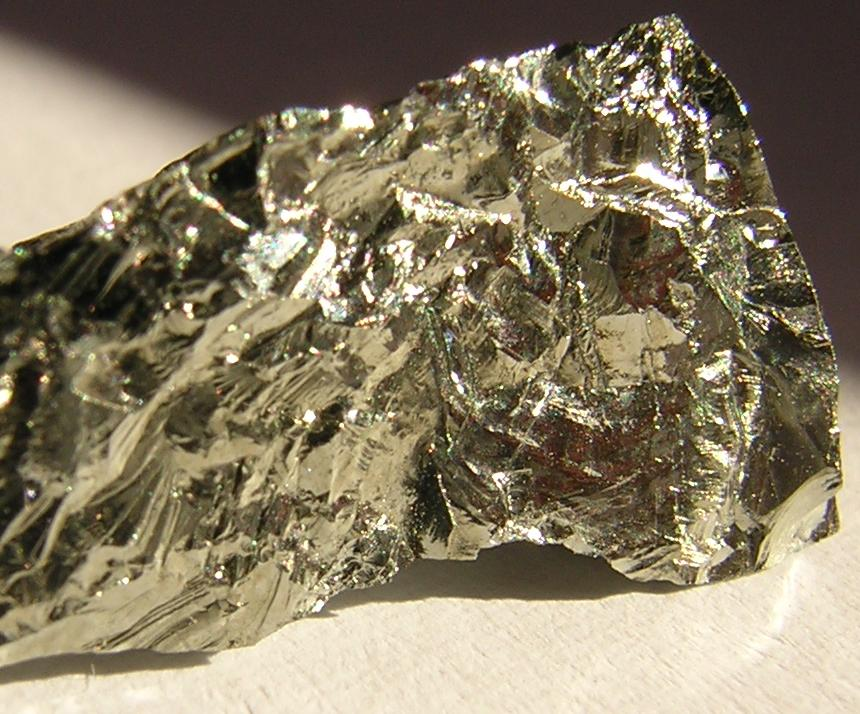
Металічний германій.

«Ґерманій» — Красноярське державне підприємство, яке входить в п'ятірку світових виробників ґерманію. «Германий» — єдине подібне підприємство в Росії з повним циклом виробництва від сировини до готової продукції. Серед основних споживачів металу — Японія, Німеччина, Південна Корея, США. Продукція підприємства застосовується при виробництві оптоволоконних виробів.